# Trematopygus irkutski
Trematopygus irkutski är en stekelart som beskrevs av Hinz 1986. Trematopygus irkutski ingår i släktet Trematopygus och familjen brokparasitsteklar. Inga underarter finns listade i Catalogue of Life.